# Matteo Politano
Matteo Politano (Roma, Roma Capital, Italia, 3 de agosto de 1993) es un futbolista italiano. Juega de delantero en la S. S. C. Napoli de la Serie A.

## Trayectoria

### Comienzos
De origen calabrés, siendo su familia procedente de Fiumefreddo Bruzio, Politano es un canterano de la Roma, con la que ganó la liga Allievi Sub-17 en 2010, así como el Campeonato Nacional Primavera en 2011 y la Copa Italia Primavera en 2012. En julio de 2012, Politano fue cedido al Perugia; concluyó su primera temporada como profesional con 8 goles en 33 partidos.
El 1 de julio de 2013 pasó en copropiedad al Pescara. Marcó su primer gol en la Serie B el 30 de septiembre siguiente, en el partito de visitante contra el Cesena (1-1). Durante su permanencia en el club de los Abruzos totalizó 12 goles en 81 partidos.

### U. S. Sassuolo
El 2 de julio de 2015 se hizo oficial su traspaso en calidad de cedido con opción de compra al Sassuolo por unos 3,5 millones de euros. Debutó en la Serie A el 23 de agosto de 2015, con 22 años, en el partido que los negriverdes ganaron por 2-1 ante el Napoli. Marcó su primer gol en la máxima división italiana el 20 de septiembre de 2015, de visitante contra la Roma, club dueño de su ficha (2-2). El 20 de marzo de 2016, marcó su segundo gol en la liga contra el Udinese (1-1). Repitió el 8 de mayo condenando al Frosinone al descenso a la Serie B, sellando su tercer gol en la liga. En la última jornada, marcó un doblete en la victoria por 3-1 ante el Inter de Milán, lo que permitió al Sassuolo calificar a la Liga Europa por primera vez en su historia. Tras 5 goles en 28 partidos, el 20 de mayo fue rescatado por el club negriverde, que se convirtió así en el nuevo dueño de su ficha.
El 28 de julio de 2016 también debutó en la Liga Europa en la tercera ronda preliminar en el campo del Lucerna, sustituyendo a Nicola Sansone. Marcó su primer gol europeo el 18 de agosto de 2016, sellando el provisional 2 a 0 en el partido de ida de la eliminatoria contra el Estrella Roja de Belgrado.
En la temporada 2017-2018, demostró ser muy decisivo en la permanencia de su club en la Serie A al marcar 10 goles y 4 asistencias. Entre los goles, cabe destacar el marcado el 6 de mayo de 2018, que permitió al Sassuolo vencer a la Sampdoria por 1-0 y ganar matemáticamente la permanencia en la Serie A.

### Inter de Milán
El 30 de junio de 2018, Politano fue cedido al Inter de Milán, con una opción de compra en junio de 2019. Debutó con los negriazules el 19 de agosto de 2018 en el campo del Sassuolo, mientras que un mes más tarde debutó en la Liga de Campeones en la victoria por 2 a 1 ante el Tottenham. El 29 de septiembre de 2018 marcó su primer gol interista en la victoria ante el Cagliari. A lo largo de la temporada se ganó un puesto como titular, y el 21 de febrero de 2019 encontró su primer gol en la Liga Europa en el partido de vuelta contra el Rapid Viena. En su primera temporada en el Inter de Milán, anotó 48 partidos y 6 goles.
El 19 de junio de 2019 fue comprado oficialmente por el club milanés. Sin embargo, bajo la dirección del nuevo entrenador Antonio Conte, encontró menos espacio que el año anterior con Luciano Spalletti, también debido a una lesión padecida contra el Borussia Dortmund, por la que estuvo de baja durante un mes.

### S. S. C. Napoli
El 28 de enero de 2020 se trasladó cedido al Napoli con un préstamo de dos años (2,5 millones de euros) con obligación de compra (19 millones de euros más 2 millones de bonos). Debutó con los napolitanos el 3 de febrero, en ocasión de la victoria por 4-2 de visitante ante la Sampdoria. El 17 de junio siguiente disputó la final de la Copa Italia contra la Juventus de Turín, vencida 4-2 después de la tanda de penaltis, realizando el penalti del 2-0. El primer tanto en la liga con el Napoli lo encontró el 19 de julio de 2020 contra el Udinese, marcando el gol del decisivo 2-1 a favor de los napolitanos en minuto 95'.
La temporada siguiente fue positiva para Politano, que marcó su récord personal de anotaciones, con 11 goles en total, incluyendo 9 en la liga, 1 en la Copa Italia y 1 en la Liga Europa.
El 14 de septiembre de 2022 marcó su primer gol en la Liga de Campeones, marcando un penalti en la victoria por 3-0 en Ibrox ante el Rangers. El 4 de mayo de 2023 se consagró campeón de Italia ganando el Scudetto con el Napoli.
Durante la temporada siguiente marcó 8 goles en la Serie A y uno en la Liga de Campeones ante el Union Berlin, totalizando también 10 asistencias.
El 23 de mayo de 2025, consiguió su segundo título de la liga italiana con el Napoli.

## Selección nacional
Ha sido internacional con la selección de fútbol de Italia en 11 ocasiones y ha marcado 3 goles. Debutó el 28 de mayo de 2018 en un encuentro amistoso ante la selección de Arabia Saudita que finalizó con marcador de 2-1 a favor de los italianos.

## Estadísticas

### Clubes
Actualizado al último partido disputado el 23 de mayo de 2025.
| Club                           | Div.          | Temporada     | Liga  | Liga  | Copas nacionales | Copas nacionales | Copas internacionales | Copas internacionales | Total | Total |
| Club                           | Div.          | Temporada     | Part. | Goles | Part.            | Goles            | Part.                 | Goles                 | Part. | Goles |
| ------------------------------ | ------------- | ------------- | ----- | ----- | ---------------- | ---------------- | --------------------- | --------------------- | ----- | ----- |
| A. C. Perugia · Italia         | 3.ª           | 2012-13       | 30    | 8     | 3                | 0                | —                     | —                     | 33    | 8     |
| A. C. Perugia · Italia         | Total club    | Total club    | 30    | 8     | 3                | 0                | 0                     | 0                     | 33    | 8     |
| Delfino Pescara · Italia       | 2.ª           | 2013-14       | 31    | 6     | 1                | 0                | —                     | —                     | 32    | 6     |
| Delfino Pescara · Italia       | 2.ª           | 2014-15       | 46    | 6     | 3                | 0                | —                     | —                     | 49    | 6     |
| Delfino Pescara · Italia       | Total club    | Total club    | 77    | 12    | 4                | 0                | 0                     | 0                     | 81    | 12    |
| U. S. Sassuolo Calcio · Italia | 1.ª           | 2015-16       | 28    | 5     | 1                | 0                | —                     | —                     | 29    | 5     |
| U. S. Sassuolo Calcio · Italia | 1.ª           | 2016-17       | 32    | 5     | 1                | 0                | 9                     | 3                     | 42    | 8     |
| U. S. Sassuolo Calcio · Italia | 1.ª           | 2017-18       | 36    | 10    | 3                | 1                | —                     | —                     | 39    | 11    |
| U. S. Sassuolo Calcio · Italia | Total club    | Total club    | 96    | 20    | 5                | 1                | 9                     | 3                     | 110   | 24    |
| Inter de Milán · Italia        | 1.ª           | 2018-19       | 36    | 5     | 2                | 0                | 10                    | 1                     | 48    | 6     |
| Inter de Milán · Italia        | 1.ª           | 2019-20       | 11    | 0     | 0                | 0                | 4                     | 0                     | 15    | 0     |
| Inter de Milán · Italia        | Total club    | Total club    | 47    | 5     | 2                | 0                | 14                    | 1                     | 63    | 6     |
| S. S. C. Napoli · Italia       | 1.ª           | 2019-20       | 15    | 2     | 3                | 0                | 2                     | 0                     | 20    | 2     |
| S. S. C. Napoli · Italia       | 1.ª           | 2020-21       | 37    | 9     | 5                | 1                | 8                     | 2                     | 50    | 12    |
| S. S. C. Napoli · Italia       | 1.ª           | 2021-22       | 33    | 3     | 1                | 0                | 5                     | 2                     | 39    | 5     |
| S. S. C. Napoli · Italia       | 1.ª           | 2022-23       | 27    | 3     | 1                | 0                | 9                     | 1                     | 37    | 4     |
| S. S. C. Napoli · Italia       | 1.ª           | 2023-24       | 37    | 8     | 3                | 0                | 8                     | 1                     | 48    | 9     |
| S. S. C. Napoli · Italia       | 1.ª           | 2024-25       | 37    | 3     | 2                | 0                | —                     | —                     | 39    | 3     |
| S. S. C. Napoli · Italia       | Total club    | Total club    | 186   | 28    | 15               | 1                | 32                    | 6                     | 233   | 35    |
| Total carrera                  | Total carrera | Total carrera | 436   | 73    | 29               | 2                | 55                    | 10                    | 520   | 85    |

## Palmarés

### Campeonatos nacionales
| Título      | Club            | País   | Año  |
| ----------- | --------------- | ------ | ---- |
| Copa Italia | S. S. C. Napoli | Italia | 2020 |
| Serie A     | S. S. C. Napoli | Italia | 2023 |
| Serie A     | S. S. C. Napoli | Italia | 2025 |